# Anoura caudifer
Anoura caudifer es una especie de murciélago de la familia Phyllostomidae de América Del sur.

## Distribución geográfica
Se encuentra en: Sudamérica. En Argentina, Bolivia, Brasil, Colombia, Ecuador, Guayana Francesa, Guayana, Perú, Surinam y Venezuela.

## Taxonomía
El nombre científico de esta especie se da de diversas maneras como A. caudifer o A. caudifera, y los científicos han defendido ambos nombres sobre la base de la gramática latina y de las reglas de la Comisión Internacional de Nomenclatura Zoológica  (ICZN) sobre el nombre de las especies. Cuando Étienne Geoffroy Saint-Hilaire describió por primera vez al murciélago en 1818, usó el nombre de especie " caudifer ", y este es el nombre preferido actualmente por fuentes tan influyentes como la Unión Internacional para la Conservación de la Naturaleza y las Especies de Mamíferos del Mundo .
La especie pertenece al género Anoura, comúnmente llamado "murciélagos sin cola", pero posee una cola. Sin embargo, podría decirse que el nombre es algo engañoso, ya que solo tres de las otras siete especies de "murciélagos sin cola" realmente carecen de cola. Sin embargo, de los cuatro restantes, tres tienen colas que son significativamente más cortas incluso que la de A. caudifer, y el cuarto, el Anoura aequatoris, solo se distinguió de A. caudifer en 2006.

## Descripción
Es una de las especies de murciélagos más pequeñas, con una longitud total de cabeza y cuerpo de 4,7 a 7 cm, y con un peso de solo 8,5 a 13 g. Tiene un cabello sedoso de color marrón oscuro que cubre el cuerpo y partes de las alas y la parte superior de los brazos. Algunas personas tienen parches más pálidos, a menudo rojizos, en la parte superior de la espalda y se extienden hacia la parte posterior del cuello y la cabeza. Las partes sin pelo de las membranas de las alas son de color marrón oscuro o negro.
La cabeza es relativamente larga y estrecha, y la lengua es larga y extensible, llegando alcanzar 3 cm. Se encuentra una nariz en forma de hoja pequeña y estrecha en el labio superior, que por lo demás es lisa. En comparación con algunos otros murciélagos, las orejas son relativamente pequeñas y están ampliamente separadas, y carecen de antitragus. Como su nombre lo indica, el murciélago sin cola de cola normalmente tiene una cola, aunque esto es muy corto, solo de 3 a 7 mm de longitud, y no llega más allá del borde del uropatagium (membrana entre las piernas), en el que está incrustado. Sin embargo, algunos individuos no tienen cola, y alguna vez se pensó que representaban una especie diferente.

## Biología
Estos murciélagos tienen una tasa metabólica inusualmente alta, habiéndose medido a 28 ml O2/h. Dado que pueden mantener la temperatura corporal incluso en climas relativamente fríos, requieren una ingesta alta de calorías para su tamaño, y deben pasar al menos cuatro horas cada noche alimentándose.
La temporada exacta de reproducción de los murciélagos sin cola no está clara y puede variar en su rango. Los estudios generalmente han encontrado adultos fértiles entre agosto y noviembre, durante la temporada de lluvias, e individuos infértiles en otras épocas del año, aunque con algunas excepciones. Los murciélagos sin cola probablemente solo se reproducen una vez al año, dando a luz a una sola cría.

## Comportamiento
Es nocturno, pasa el día descansando en cuevas, huecos de árboles y algunas estructuras hechas por el hombre. Las colonias pueden contener hasta 100 individuos, aunque más típicamente varían de solo cinco a 15 individuos. Al igual que con la mayoría de los murciélagos que habitan en cuevas, generalmente comparte sus perchas más grandes con otras especies, incluidas otras especies de murciélagos sin cola, así como con murciélagos de orejas grandes, vampiros y otros. Son omnívoros, usan sus largas lenguas para lamerse el néctar de las flores, pero también comen algunos escarabajos pequeños, insectos y lepidópteros .